# Ники Райън
Никълъс Доминик Райън (на английски: Nicholas Dominick Ryan; * 1949 в Дъблин, Ирландия), познат като Ники Райън (Nicky Ryan), е ирландски музикален продуцент, звукозаписен инженер, аранжор и мениджър.
Той е известен като дългогодишен бизнес и творчески партньор на ирландската певица, композиторка и музикантка Еня заедно със съпругата си поетесата и текстописка Рома Райън.
Роден и израснал в Дъблин, Райън получава първоначално признание през 70-те и 80-те години на 20 век за работата си с няколко изпълнители, сред които Гари Мур, ирландските фолк групи Планксти и Кланад, и ирландския фолк певец Кристи Мур. Носител е на две награди „Грами“. Известен е и с работата за игралните филми Дедпул 2 (2018), Далече, далече (1992) and Мъжете, които мразеха жените (2011).

## Ранни години
Никълъс Доминик Райън е роден през 1946 г. в Дъблин, Ирландия. Като млад печели песенен конкурс с изпълнение на In the Mood на Глен Милър, чиято награда е среща с Бийтълс – една от любимите му групи. Въпреки това Райън не взима наградата, тъй като не може да си позволи билета до Англия, за да види групата.
След като завършва училище, работи като учител в училището за глухпнеми момичета „Сейнт Мери“ в Дъблин, където експериментира със звуков инженеринг, за да създаде начин за глухите деца да „чуват“ музиката. Той проектира система от високоговорители, базирана на долния край на тръбен орган, който позволява на значителен бас да пътува през пода в танцовалната зала на училището и в гърдите им, така че те да могат да разпознаят ритъма. „Това беше изправен високоговорител, състоящ се от 14-инчова квадратна кутия, висока около шест фута и около шест инча от пода – с 12-инчов високоговорител, обърнат нагоре, и три инча порт под него. И работеше много добре... Подът се разклати и децата затанцуваха, както трябваше".

## Кариера
Кариерата на Райън в музикалния бизнес стартира през 1970-те години, когато, докато работи като техник за национални ирландски музиканти, осъществява контакт с Гари Мур и го придружава в турнето му като техник. Освен за сътрудничеството си с Мур Райън получава признание и за това с други музикални изпълнители като ирландската фолк група Планксти и ирландския фолк певец Кристи Мур.
Райън е представен на семейната келтска група Кланад от техния мениджър Фахтна О'Кели. През 1975 г. той става неин звуков инженер, а от 1976 г., след като О'Кели напуска – техен нов мениджър заедно със съпругата си Рома Райън. През 1980 г. Райън убеждава Еня, по-малката сестра на членовете на групата Моя, Пол и Киран Бренан и от чичовците им близнаци Ноел и Падриг Дъган. По време на неговия 2-годишен престой в Кланад Райън и Еня често обсъждат идеята му да запишат много вокални парчета и да ги наслоят, за да създаде звуков ефект, вдъхновен от Стената на звука – техника, разработена от Фил Спектър.
През 1982 г. сем. Райън напускат Кланад и създават партньорство с Еня, след като тя желае да продължи солова кариера. Ники Райън е неин продуцент и аранжор, а сърпугата му Рома е нейна текстописка. През следващите две години Еня живее заедно с тях, които тогава живеят в Артейн – северно предградие на Дъблин, докато тренира музикалните си умения и записва селекция от демо записи. През септември 1983 г. тримата стават директори на музикалната си компания Aigle Music като „aigle“ е френската дума за „орел“. Използвайки миксираща дъска, първоначално направена за Кланад, тримата построяват домашно звузозаписно съоръжение и го наричат Студио „Еглъ“ (Aigle Studio).

## Дискография
- 1978: Clannad in Concert – Кланад
- 1978: Live in Dublin – Кристи Мур
- 1985: The Frog Prince: The Original Soundtrack Recording – Еня и други изпълнители
- 1987: Stony Steps – Мат Молой
- 1987: Cosa Gan Bhróga – Eithne Ní Uallacháin, Джери О'Конър и Деси Уилкинсън Wilkinson
- 1987: Enya – Еня
- 1988: Watermark – Еня
- 1989: Lead the Knave – Nollaig Casey
- 1991: Shepherd Moons – Еня
- 1995: Take the Air – Шон Райън
- 1995: The Memory of Trees – Еня
- 1997: Paint the Sky with Stars – Еня
- 1999: Across the Bridge of Hope
- 2000: A Day Without Rain – Еня
- 2000: Srenga Oir – Джон Финли
- 2001: The Lord of the Rings: The Fellowship of the Ring [Original Motion Picture Soundtrack] – саундтрак на „Властелинът на пръстените: Задругата на пръстена“
- 2005: Amarantine – Еня
- 2006: Sounds of the Season: The Enya Holiday Collection – Еня
- 2008: And Winter Came... – Еня
- 2009: The Very Best of Enya – Еня
- 2015: Dark Sky Island – Еня

## Награди и номинации

### Награди
- 2002: Награда на Дружеството на филмовите критици на Финикс – за най-добра оригинална песен за May It Be споделена с Еня и Рома Райън
- 2002: Награди „Грами“ за най-добър ню ейдж албум – за A Day Without Rain, споделена с Еня
- 2007: Награди „Грами“ за най-добър ню ейдж албум – за Amarantine, споделена с Еня

### Номинации
- 2002: Награди на филмовата академия на САЩ за най-добра музика и оригинална песен – за песента May It Be, споделена с Еня и Рома Райън
- 2002: Онлайн филмова и телевизионна асоциация за най-добра музика и оригинална песен – за песента May It Be, споделена с Еня и Рома Райън
- 2003: Награда „Грами“ за най-добра песен, написана за филм, телевизия или друга визуална медия – за песента May It Be, споделена с Еня и Рома Райън